# Sekoci
Sekoci is een bestuurslaag in het regentschap Langkat van de provincie Noord-Sumatra, Indonesië. Sekoci telt 4061 inwoners (volkstelling 2010).